# Ratcliffe on Soar
Ratcliffe on Soar – wieś w Anglii, w hrabstwie Nottinghamshire, w dystrykcie Rushcliffe. Leży 14 km na południowy zachód od miasta Nottingham i 170 km na północny zachód od Londynu. Miejscowość liczy 141 mieszkańców (2011r.).